# Madagaskarsøjle-slægten
Madagaskarsøjle-slægten (Pachypodium) er en planteslægt, der er udbredt med ca. 20 arter på Madagaskar og i det sydlige Afrika med ca. 6 arter. 
| Arter |

- Pachypodium lealii
- Pachypodium namaquanum
- Pachypodium saundersii

- Madagaskarsøjle (Pachypodium lamerei)